# Schoenocaulon megarrhizum
Schoenocaulon megarrhizum är en nysrotsväxtart som beskrevs av Marcus Eugene Jones. Schoenocaulon megarrhizum ingår i släktet Schoenocaulon och familjen nysrotsväxter.

## Underarter
Arten delas in i följande underarter:
- S. m. deminutum
- S. m. megarrhizum